# Марија Кундачина
Марија Кундачина (Београд, 1994), српска је филмска и позоришна глумица и манекенка.

## Биографија
Марија Кундачина је глумом почела да се бави у основној школи када је постала члан омладинског позоришта Дадов, где је играла у великом броју представа.  За часопис Глорија је изјавила да јој је када је имала 15 година професор Владимир Јевтовић предложио да упише глуму и питао је да постане део његове наредне класе. Победница је великог броја рецитаторских такмичења. Манекенством се бави од средње школе и сарађивала је са много познатих брендова. Завршила је музичку школу Коста Манојловић у Земуну и свира виолину. Завршила је и Пету Београдску гимназију, има мастер дипломе из глуме и из теорије драме.
Њен 33 године старији колега Небојшa Кундачинa и она су у вези од 2017. коју су крунисали браком у јануару 2019. Њих двоје су више пута изјавили да им разлика у годинама не представља проблем.

## Филмографија
| Год.  | Назив              | Улога   |
| ----- | ------------------ | ------- |
| 2010е |                    |         |
| 2010. | Мотел Нана         | Ученица |
| 2012. | Ја нисам твој друг | Милена  |
| 2017. | Месо               | Санела  |
| 2020. | Нечиста крв серија | Салче   |

## Улоге у позоришту
- 2010. 3,4, сад!  - Шиља, режија: Јелена Богавац - Дадов
- 2011. North Force - Боки, режија: Ана Григоровић - Дадов
- 2014. Смол ток - Жустин, режија: Брижит Младеновић - СКЦ
- 2019. Последња песма - Јованка Јовановић/Муза, режија: Марко Мисирача
- 2019. Страдање Срба на Дрини - Девојка, режија: Ивана Жигон
- 2020. Дан Борца - Млада Партизанка, режија: Ивана Жигон, Народно позориште у Београду
- 2020. Дучићеве вечери поезије - Муза, режија: Слободан Вујовић, Културни центар Требиње
- 2022.Иранска конференција - Астрид Петерсен, режија: Ивана Вујић, Народно позориште у Београду